# ルートシグナル
ルートシグナル（route signal）は、イギリスで考案された鉄道における運転保安の概念である。

## 概説
運転士に通知される情報は、先の進路についての進行の可否である。進路（閉塞）が確立していれば進行信号（緑色）を表示し、確立していない場合は停止信号（赤色）を表示する。信号機にて運転士に情報伝達されるのは、前方進路が確立されているか否かのみである。したがって曲線通過や分岐器（ポイント）通過などの速度制限は信号機には反映されない。運転士は信号機とは別に各路線の速度制限を記憶するか、線路上に建植された速度制限標識または運転行路表等に記載された速度制限を守る必要がある。
日本の場合はイギリスからの技術供与で鉄道が発展したため、ATCを採用している新幹線などを除いて、ルートシグナルが基本的な概念となっている（分岐等によって信号が複数分かれている）が、3灯式〜5灯式信号機は速度制限通知の意味も持っており、ルートシグナルの基本概念の上にスピードシグナルの考え方を取り入れた、複合的なものとなっている。